# FA Cup 2014-15
La FA Cup 2014-15 fue la edición número 134 de la FA Cup, la principal copa nacional en el fútbol Inglés y la competición eliminatoria más antigua del mundo. Fue la primera temporada, cuando la BBC y BT Sport organizan partidos televisados, siete años después de que la BBC perdiera los derechos de ITV. La Copa de la temporada actual también marcó la primera vez que campos de césped artificial 3G (tercera generación) se permiten en todas las rondas de la competición, diseñado para reducir los costos de mantenimiento. Después del Queens Park Rangers (el primer campo de césped artificial inglés, 1981-1988), Luton Town, Oldham Athletic y Preston North End han probado campos de césped artificial en la década de 1980, que se declararon antirreglamentarios en 1995.
El Arsenal, de la Premier League, defendió exitosamente su título tras derrotar al Aston Villa por 4-0 en la final, el 30 de mayo de 2015.
El ganador de la Copa de Inglaterra obtendrá la clasificación automática a la fase de grupos de la UEFA Europa League 2015-16. Sin embargo, en caso de que el ganador de la Copa ya estuviera clasificado para la Liga de Campeones o la Liga de Europa (a través de la posición en la liga doméstica), entonces el equipo mejor clasificado en la Premier League 2014/15 no clasificado para Europa conseguirá este lugar en la Europa League. En un cambio de reglas de la Europa League, los cupos de clasificación para los ganadores nacionales de Copa ya no pasan a los subcampeones (como sucedió la temporada anterior con el Hull City) si los ganadores ya están clasificados a través de su liga. En esta ocasión fue el Southampton quién tomó el cupo mediante estas nuevas reglas.
La final tuvo lugar en el estadio de Estadio de Wembley, como lo han hecho desde 2007.

## Calendario
| Ronda                        | Fecha de juego               | N.º de partidos | Clubes | Nuevos participantes | Ligas de nuevos participantes                                                              |
| ---------------------------- | ---------------------------- | --------------- | ------ | -------------------- | ------------------------------------------------------------------------------------------ |
| Ronda extra preliminar       | 16 de agosto de 2014         | 184             | 368    | 368                  | Niveles 9 y 10 del Sistema de ligas de fútbol de Inglaterra                                |
| Ronda preliminar             | 30 de agosto de 2014         | 160             | 320    | 136                  | Nivel 8 del Sistema de ligas de fútbol de Inglaterra                                       |
| Primera ronda clasificatoria | 13 de septiembre de 2014     | 116             | 232    | 72                   | Nivel 7 del Sistema de ligas de fútbol de Inglaterra                                       |
| Segunda ronda clasificatoria | 27 de septiembre de 2014     | 80              | 160    | 44                   | Nivel 6 del Sistema de ligas de fútbol de Inglaterra (Conference North y Conference South) |
| Tercera ronda clasificatoria | 11 de octubre de 2014        | 40              | 80     | Ninguno              | -                                                                                          |
| Cuarta ronda clasificatoria  | 25 de octubre de 2014        | 32              | 64     | 24                   | Nivel 5 del Sistema de ligas de fútbol de Inglaterra (Conference National)                 |
| Primera Ronda                | 7 al 18 de noviembre de 2014 | 40              | 80     | 48                   | Football League One y Football League Two                                                  |
| Segunda Ronda                | 5 al 7 de diciembre de 2014  | 20              | 40     | Ninguno              | -                                                                                          |
| Tercera Ronda                | 2 al 6 de enero de 2015      | 32              | 64     | 44                   | Premier League y Football League Championship                                              |
| Cuarta Ronda                 | 23 al 26 de enero de 2015    | 16              | 32     | Ninguno              | -                                                                                          |
| Quinta Ronda                 | 14 al 16 de febrero de 2015  | 8               | 16     | Ninguno              | -                                                                                          |
| Sexta Ronda                  | marzo de 2015                | 4               | 8      | Ninguno              | -                                                                                          |
| Semifinal                    | 18 y 19 de abril de 2015     | 2               | 4      | Ninguno              | -                                                                                          |
| Final                        | 30 de mayo de 2015           | 1               | 2      | Ninguno              | -                                                                                          |

## Rondas clasificatorias
Todos los clubes participantes que no participan en Premier League o Football League debieron participar de las rondas clasificatorias para disputar la Primera Ronda.

## Primera Ronda
En esta etapa de la FA Cup se hicieron presentes los clubes pertenecientes a la Football League One y a la Football League Two, junto a los ganadores de los encuentros de la cuarta ronda clasificatoria. El sorteo se realizó el 27 de octubre de 2014 y los partidos fueron programados entre el 7 y el 25 de noviembre. Norton United y Warrington Town son los clubes de más baja categoría que entraron a la primera ronda, ambos pertenecientes al octavo nivel del sistema de fútbol inglés.
| 7 de noviembre de 2014 19:55 | Warrington Town (8) | 1 - 0   | Exeter City (4) | Cantilever Park, Warrington                            |                                                        |
|                              | Robinson 7'         | Reporte |                 | Asistencia: 2.400 espectadores Árbitro(s): David Coote | Asistencia: 2.400 espectadores Árbitro(s): David Coote |

| 8 de noviembre de 2014 15:00 | Yeovil Town (3)     | 1 - 0   | Crawley Town (3) | Huish Park, Yeovil                                    |                                                       |
|                              | Hiwula-Mayifuila 7' | Reporte |                  | Asistencia: 2.355 espectadores Árbitro(s): Phil Gibbs | Asistencia: 2.355 espectadores Árbitro(s): Phil Gibbs |

| 8 de noviembre de 2014 15:00 | York City (4) | 1 - 1   | AFC Wimbledon (4) | Bootham Crescent, York                                |                                                       |
|                              | Hyde 8'       | Reporte | Frampton 22'      | Asistencia: 2.085 espectadores Árbitro(s): Mark Brown | Asistencia: 2.085 espectadores Árbitro(s): Mark Brown |

| 8 de noviembre de 2014 15:00 | Walsall (3)      | 2 - 2   | Shrewsbury Town (4)    | Bescot Stadium, Walsall                                   |                                                           |
|                              | Bradshaw 56' 90' | Reporte | Ellis 5' · Collins 61' | Asistencia: 3.546 espectadores Árbitro(s): Darren Deadman | Asistencia: 3.546 espectadores Árbitro(s): Darren Deadman |

| 8 de noviembre de 2014 15:00 | Eastleigh (5)                | 2 - 1   | Lincoln City (5) | Ten Acres, Eastleigh                                   |                                                        |
|                              | McAllister 9' · Strevens 90' | Reporte | Sam-Yorke 73'    | Asistencia: 873 espectadores Árbitro(s): Nick Kinseley | Asistencia: 873 espectadores Árbitro(s): Nick Kinseley |

| 8 de noviembre de 2014 15:00 | Basingstoke Town (6) | 1 - 1   | AFC Telford United (5) | The Camrose, Basingstoke                                  |                                                           |
|                              | Flood 50'            | Reporte | McDonald 18'           | Asistencia: 1.251 espectadores Árbitro(s): Richard Martin | Asistencia: 1.251 espectadores Árbitro(s): Richard Martin |

| 8 de noviembre de 2014 15:00 | Dagenham & Redbridge (4) | 0 - 0   | Southport (5) | Victoria Road, Dagenham                               |                                                       |
|                              |                          | Reporte |               | Asistencia: 1.172 espectadores Árbitro(s): Keith Hill | Asistencia: 1.172 espectadores Árbitro(s): Keith Hill |

| 8 de noviembre de 2014 15:00 | Peterborough United (3) | 2 - 1   | Carlisle United (4) | London Road, Peterborough                                  |                                                            |
|                              | Burgess 42' 90'         | Reporte | Asamoah 8'          | Asistencia: 3.168 espectadores Árbitro(s): Scott Mathieson | Asistencia: 3.168 espectadores Árbitro(s): Scott Mathieson |

| 8 de noviembre de 2014 15:00 | Cheltenham Town (4)                               | 5 - 0   | Swindon Town (3) | Whaddon Road, Cheltenham                                |                                                         |
|                              | Harrison 10' 53' 84' · Gornell 36' · Richards 72' | Reporte |                  | Asistencia: 3.470 espectadores Árbitro(s): Carl Boyeson | Asistencia: 3.470 espectadores Árbitro(s): Carl Boyeson |

| 8 de noviembre de 2014 15:00 | Bromley (6)                           | 3 - 4   | Dartford (5)                                                | Hayes Lane, Bromley                                       |                                                           |
|                              | Dennis 1' · Ademola 56' · Waldren 73' | Reporte | Harris 48' · Ryan Hayes 55' · Bradbrook 65' · Bradbrook 81' | Asistencia: 4.105 espectadores Árbitro(s): Steven Rushton | Asistencia: 4.105 espectadores Árbitro(s): Steven Rushton |

| 8 de noviembre de 2014 15:00 | Barnet (5) | 1 - 3   | Wycombe Wanderers (4)                    | The Hive Stadium, Barnet                                   |                                                            |
|                              | Akinde 3'  | Reporte | Hayes 34' (a.g.) · Pierre 59' · Wood 74' | Asistencia: 2.410 espectadores Árbitro(s): Oliver Langford | Asistencia: 2.410 espectadores Árbitro(s): Oliver Langford |

| 8 de noviembre de 2014 15:00 | Gillingham (3)     | 1 - 2   | Bristol City (3)                     | Priestfield Stadium, Gillingham                       |                                                       |
|                              | Kedwell 81' (pen.) | Reporte | Cunningham 40' · Emmanuel-Thomas 77' | Asistencia: 2.654 espectadores Árbitro(s): Pat Miller | Asistencia: 2.654 espectadores Árbitro(s): Pat Miller |

| 8 de noviembre de 2015 15:00 | Crewe Alexandra (3) | 0 - 0   | Sheffield United (3) | Gresty Road, Crewe                                      |                                                         |
|                              |                     | Reporte |                      | Asistencia: 3.222 espectadores Árbitro(s): Mick Russell | Asistencia: 3.222 espectadores Árbitro(s): Mick Russell |

| 8 de noviembre de 2014 15:00 | Grimsby Town (5) | 1 - 3   | Oxford United (4)          | Blundell Park, Cleethorpes                                |                                                           |
|                              | Pearson 80'      | Reporte | Roberts 35' 42' · Rose 51' | Asistencia: 3.241 espectadores Árbitro(s): Chris Kavanagh | Asistencia: 3.241 espectadores Árbitro(s): Chris Kavanagh |

| 8 de noviembre de 2014 15:00 | Tranmere Rovers (4) | 1 - 0   | Bristol Rovers (5) | Prenton Park, Tranmere                                    |                                                           |
|                              | Power 54' (pen.)    | Reporte |                    | Asistencia: 3.559 espectadores Árbitro(s): Darren England | Asistencia: 3.559 espectadores Árbitro(s): Darren England |

| 8 de noviembre de 2014 15:00 | Southern United (4) | 1 - 2   | Chester (5)            | Roots Hall, Southend                                      |                                                           |
|                              | Corr 31' (pen.)     | Reporte | Henegan 5' · Mahon 51' | Asistencia: 4.047 espectadores Árbitro(s): Graham Horwood | Asistencia: 4.047 espectadores Árbitro(s): Graham Horwood |

| 8 de noviembre de 2014 15:00 | Luton Town (4)                                        | 4 - 2   | Newport County (4)           | Kenilworth Road, Luton                                     |                                                            |
|                              | Guttridge 40' · Benson 58' · Miller 77' · Howells 86' | Reporte | Klukowski 51' · O'Conner 64' | Asistencia: 3.656 espectadores Árbitro(s): Chris Sarginson | Asistencia: 3.656 espectadores Árbitro(s): Chris Sarginson |

| 8 de noviembre de 2014 15:00 | Bury Football Club (4)                  | 3 - 1   | Hemel Hempstead Town (6) | Gigg Lane, Bury                                        |                                                        |
|                              | Tutte 16' · Cameron 88' · Nardiello 90' | Reporte | Potton 10'               | Asistencia: 2.944 espectadores Árbitro(s): Andy Haines | Asistencia: 2.944 espectadores Árbitro(s): Andy Haines |

| 8 de noviembre de 2014 15:00 | Cambridge United (4) | 1 - 0   | Fleetwood Town (3) | Abbey Stadium, Cambridge                               |                                                        |
|                              | Appiah 80'           | Reporte |                    | Asistencia: 2.870 espectadores Árbitro(s): Gary Sutton | Asistencia: 2.870 espectadores Árbitro(s): Gary Sutton |

| 8 de noviembre de 2014 15:00 | Northampton Town (4) | 0 - 0   | Rochdale (3) | Sixfields Stadium, Northampton                           |                                                          |
|                              |                      | Reporte |              | Asistencia: 2.790 espectadores Árbitro(s): Kevin Johnson | Asistencia: 2.790 espectadores Árbitro(s): Kevin Johnson |

| 8 de noviembre de 2014 15:00 | Dover Athletic (5) | 1 - 0   | Morecambe (4) | Crabble Athletic Ground, River                          |                                                         |
|                              | Payne 45'          | Reporte |               | Asistencia: 1.609 espectadores Árbitro(s): Michael Bull | Asistencia: 1.609 espectadores Árbitro(s): Michael Bull |

| 8 de noviembre de 2014 15:00 | Port Vale (3)                      | 3 - 4   | Milton Keynes Dons (3)                       | Vale Park, Burslem                                            |                                                               |
|                              | Williamson 11' · N'Guessan 44' 85' | Reporte | Afobe 31' 59' (pen.) · Baker 40' · Green 81' | Asistencia: 4.120 espectadores Árbitro(s): Charles Breakspear | Asistencia: 4.120 espectadores Árbitro(s): Charles Breakspear |

| 8 de noviembre de 2014 15:00 | Plymouth Argyle (4)      | 2 - 0   | AFC Fylde (6) | Home Park, Plymouth                                        |                                                            |
|                              | Hartley 28' · Morgan 69' | Reporte |               | Asistencia: 5.153 espectadores Árbitro(s): James Linington | Asistencia: 5.153 espectadores Árbitro(s): James Linington |

| 8 de noviembre de 2014 15:00 | Barnsley (3)                                   | 5 - 0   | Burton Albion (4) | Oakwell, Barnsley                                     |                                                       |
|                              | Winnall 40' 42' 74' · Hourihane 76' · Cole 83' | Reporte |                   | Asistencia: 5.158 espectadores Árbitro(s): David Webb | Asistencia: 5.158 espectadores Árbitro(s): David Webb |

| 8 de noviembre de 2014 15:00 | Hartlepool United (4) | 2 - 0   | East Thurrock United (7) | Victoria Park, Hartlepool                            |                                                      |
|                              | Franks 32' 86'        | Reporte |                          | Asistencia: 2.800 espectadores Árbitro(s): Ben Toner | Asistencia: 2.800 espectadores Árbitro(s): Ben Toner |

| 8 de noviembre de 2014 15:00 | Oldham Athletic (3) | 1 - 0   | Leyton Orient (3) | Boundary Park, Oldham                                      |                                                            |
|                              | Jones 38'           | Reporte |                   | Asistencia: 3.034 espectadores Árbitro(s): Seb Stockbridge | Asistencia: 3.034 espectadores Árbitro(s): Seb Stockbridge |

| 9 de noviembre de 2014 12:00 | Halifax Town (5) | 1 - 2   | Bradford City (3)      | The Shay, Halifax                                      |                                                        |
|                              | Maynard 3'       | Reporte | Stead 50' · Morais 53' | Asistencia: 8.042 espectadores Árbitro(s): Andy D'Urso | Asistencia: 8.042 espectadores Árbitro(s): Andy D'Urso |

| 9 de noviembre de 2014 14:00 | Coventry City (3) | 1 - 2   | Worcester City (6)    | Ricoh Arena, Coventry                                 |                                                       |
|                              | Johnson 81'       | Reporte | Geddes 41' (pen.) 55' | Asistencia: 8.439 espectadores Árbitro(s): Ross Joyce | Asistencia: 8.439 espectadores Árbitro(s): Ross Joyce |

| 9 de noviembre de 2014 14:00 | Braintree Town (5) | 0 - 6   | Chesterfield (3)                                                           | Cressing Road, Braintree                                  |                                                           |
|                              |                    | Reporte | Doyle 20' 90' · O'Shea 30' · Clucas 45' · Roberts 53' · Clerima 74' (a.g.) | Asistencia: 1.206 espectadores Árbitro(s): Brendan Malone | Asistencia: 1.206 espectadores Árbitro(s): Brendan Malone |

| 9 de noviembre de 2014 14:00 | Portsmouth (4)                    | 2 - 2   | Aldershot Town (5)              | Fratton Park, Portsmouth                                 |                                                          |
|                              | Wallace 16' (pen.) · Hollands 81' | Reporte | Roberts 45' · Mark Molesley 68' | Asistencia: 11.095 espectadores Árbitro(s): Paul Tierney | Asistencia: 11.095 espectadores Árbitro(s): Paul Tierney |

| 9 de noviembre de 2014 14:00 | Wrexham (5)                        | 3 - 0   | Woking (5) | Racecourse Ground, Wrexham                               |                                                          |
|                              | Ashton 19' · York 36' · Bishop 43' | Reporte |            | Asistencia: 2.253 espectadores Árbitro(s): Simon Bennett | Asistencia: 2.253 espectadores Árbitro(s): Simon Bennett |

| 9 de noviembre de 2014 14:00 | Blyth Spartans (7)                   | 4 - 1   | Atrincham (5) | Croft Park, Blyth                                     |                                                       |
|                              | Dale 4' (pen.) 81' · Maguire 61' 88' | Reporte | Perry 72'     | Asistencia: 1.763 espectadores Árbitro(s): Martin Coy | Asistencia: 1.763 espectadores Árbitro(s): Martin Coy |

| 9 de noviembre de 2014 14:00 | Forest Green Rovers (5) | 0 - 2   | Scunthorpe United (4) | The New Lawn, Nailsworth                                |                                                         |
|                              |                         | Reporte | McSheffrey 20' 60'    | Asistencia: 1.791 espectadores Árbitro(s): Graham Scott | Asistencia: 1.791 espectadores Árbitro(s): Graham Scott |

| 9 de noviembre de 2014 14:00 | Gosport Borough (6)        | 3 - 6   | Colchester United (3)                                                    | Privett Park, Gosport                                  |                                                        |
|                              | Bennett 39' 53' · Wort 93' | Reporte | Massey 14' · Watt 21' · Sears 26' (pen.) 78' · Gilbey 78' · Szmodics 90' | Asistencia: 2.013 espectadores Árbitro(s): Lee Collins | Asistencia: 2.013 espectadores Árbitro(s): Lee Collins |

| 9 de noviembre de 2014 14:00 | Norton United (8) | 0 - 4   | Gateshead (5) | Norton Cricket Club & MW Institute, Stoke-on-Trent    |                                                       |
|                              |                   | Reporte |               | Asistencia: 1.762 espectadores Árbitro(s): Lee Swabey | Asistencia: 1.762 espectadores Árbitro(s): Lee Swabey |

| 9 de noviembre de 2014 14:00 | Stevenage (4) | 0 - 0   | Maidstone United (7) | Broadhall Way, Stevenage                                  |                                                           |
|                              |               | Reporte |                      | Asistencia: 2.935 espectadores Árbitro(s): Brett Huxtable | Asistencia: 2.935 espectadores Árbitro(s): Brett Huxtable |

| 9 de noviembre de 2014 15:00 | Notts County (3) | 0 - 0   | Accrington Stanley (4) | Meadow Lane, Nottingham                                |                                                        |
|                              |                  | Reporte |                        | Asistencia: 3.661 espectadores Árbitro(s): Darren Bond | Asistencia: 3.661 espectadores Árbitro(s): Darren Bond |

| 10 de noviembre de 2014 20:00 | Havant & Waterlooville (6) | 0 - 3   | Preston North End (3)      | West Leigh Park, Havant                                   |                                                           |
|                               |                            | Reporte | Robinson 7' 30' 81' (pen.) | Asistencia: 2.382 espectadores Árbitro(s): Stephen Martin | Asistencia: 2.382 espectadores Árbitro(s): Stephen Martin |

| 18 de noviembre de 2014 19:45 | Weston-super-Mare (6) | 1 - 4   | Doncaster Rovers (3)                         | Woodspring Stadium, Weston-super-Mare                   |                                                         |
|                               | Monelle 90+3'         | Reporte | Main 16' 36' · Coppinger 45+1' · Wellens 64' | Asistencia: 2.949 espectadores Árbitro(s): Tim Robinson | Asistencia: 2.949 espectadores Árbitro(s): Tim Robinson |

| 18 de noviembre de 2014 19:45 | Mansfield Town (4) | 1 - 1   | Concord Rangers (6) | Field Mill, Mansfield                                   |                                                         |
|                               | Glozier 17' (a.g.) | Reporte | Chiedozie 18'       | Asistencia: 2.023 espectadores Árbitro(s): Kevin Wright | Asistencia: 2.023 espectadores Árbitro(s): Kevin Wright |

Replays
| 18 de noviembre de 2014 19:45 | AFC Wimbledon (4)           | 3 - 1   | York City (4) | Kingsmeadow, Kingston upon Thames                       |                                                         |
|                               | Smith 71' · Tubbs 81' 90+1' | Reporte | Fletcher 5'   | Asistencia: 2.048 espectadores Árbitro(s): Peter Bankes | Asistencia: 2.048 espectadores Árbitro(s): Peter Bankes |

| 18 de noviembre de 2014 19:45 | Shrewsbury Town (4) | 1 - 0   | Walsall (3) | New Meadow, Shrewsbury                                    |                                                           |
|                               | Lawrence 53'        | Reporte |             | Asistencia: 4.222 espectadores Árbitro(s): Darren Deadman | Asistencia: 4.222 espectadores Árbitro(s): Darren Deadman |

| 18 de noviembre de 2014 19:45 | AFC Telford United (5) | 2 - 1   | Basingstoke Town (6) | New Bucks Head, Telford                               |                                                       |
|                               | Parry 11' · Gray 33'   | Reporte | Soares 52'           | Asistencia: 1.006 espectadores Árbitro(s): Carl Berry | Asistencia: 1.006 espectadores Árbitro(s): Carl Berry |

| 18 de noviembre de 2014 19:45 | Southport (5)                       | 2 - 0   | Dagenham & Redbridge (4) | Merseyrail Community Stadium, Southport                    |                                                            |
|                               | Marsden 50' · Hattersley 58' (pen.) | Reporte |                          | Asistencia: 1.472 espectadores Árbitro(s): Darren Drysdale | Asistencia: 1.472 espectadores Árbitro(s): Darren Drysdale |

| 18 de noviembre de 2015 19:45 | Sheffield United (3) | 2 - 0   | Crewe Alexandra (3) | Bramall Lane, Sheffield                                     |                                                             |
|                               | Flynn 19' 77'        | Reporte |                     | Asistencia: 5.987 espectadores Árbitro(s): Geoff Eltringham | Asistencia: 5.987 espectadores Árbitro(s): Geoff Eltringham |

| 18 de noviembre de 2014 19:45 | Rochdale (3)                         | 2 - 1   | Northampton Town (4) | Spotland, Rochdale                                       |                                                          |
|                               | Noble-Lazarus 85' · Lancashire 90+4' | Reporte | Toney 4'             | Asistencia: 1.717 espectadores Árbitro(s): Kevin Johnson | Asistencia: 1.717 espectadores Árbitro(s): Kevin Johnson |

| 19 de noviembre de 2014 19:45 | Aldershot Town (5) | 1 - 0   | Portsmouth (4) | Electrical Services Stadium, Aldershot                    |                                                           |
|                               | Molesley 81'       | Reporte |                | Asistencia: 5.374 espectadores Árbitro(s): Stuart Attwell | Asistencia: 5.374 espectadores Árbitro(s): Stuart Attwell |

| 20 de noviembre de 2014 19:45 | Maidstone United (7) | 2 - 1   | Stevenage (4) | Gallagher Stadium, Maidstone                            |                                                         |
|                               | Collin 2' 87'        | Reporte | Charles 47'   | Asistencia: 2.226 espectadores Árbitro(s): Simon Hooper | Asistencia: 2.226 espectadores Árbitro(s): Simon Hooper |

| 18 de noviembre de 2014 19:45 | Accrington Stanley (4) | 2 - 1   | Notts County (3) | Crown Ground, Accrington                                  |                                                           |
|                               | Joyce 45' · Carver 49' | Reporte | Murray 12'       | Asistencia: 1.026 espectadores Árbitro(s): Eddie Ilderton | Asistencia: 1.026 espectadores Árbitro(s): Eddie Ilderton |

| 25 de noviembre de 2014 19:45 | Concord Rangers (6) | 0 - 1   | Mansfield Town (4) | The Aspect Arena, Canvey Island                        |                                                        |
|                               |                     | Reporte | Palmer 61'         | Asistencia: 1.537 espectadores Árbitro(s): Andy Davies | Asistencia: 1.537 espectadores Árbitro(s): Andy Davies |

## Segunda Ronda
De esta etapa participaron los 40 equipos clasificados de la Primera Ronda. El sorteo se realizó el 10 de octubre de 2014 y los partidos fueron programados entre el 5 de diciembre y el 2 de enero de 2015. Warrington Town es el club de más baja categoría que entró, perteneciente al octavo nivel del sistema de fútbol inglés. El triunfo 14-13 por penales del Scunthorpe United al Worcester City marcó un nuevo récord de 32 pateados.
| 5 de diciembre de 2014 19:55 | Hartlepool United (4) | 1 - 2   | Blyth Spartans (7)        | Victoria Park, Hartlepool                                |                                                          |
|                              | Franks 31'            | Reporte | Turnbull 56' · Rivers 90' | Asistencia: 3.735 espectadores Árbitro(s): Andrew Madley | Asistencia: 3.735 espectadores Árbitro(s): Andrew Madley |

| 6 de diciembre de 2014 15:00 | Oxford United (4) | 2 - 2   | Tranmere Rovers (4)       | Kassam Stadium, Oxford                                  |                                                         |
|                              | Barnett 59' 64'   | Reporte | Stockton 33' · Koumas 76' | Asistencia: 4.681 espectadores Árbitro(s): Mark Haywood | Asistencia: 4.681 espectadores Árbitro(s): Mark Haywood |

| 6 de diciembre de 2014 15:00 | Bury (4)      | 1 - 1   | Luton Town (4) | Gigg Lane, Bury                                         |                                                         |
|                              | Nardiello 90' | Reporte | Cullen 51'     | Asistencia: 2.790 espectadores Árbitro(s): Nigel Miller | Asistencia: 2.790 espectadores Árbitro(s): Nigel Miller |

| 6 de diciembre de 2014 15:00 | Accrington Stanley (4) | 1 - 1   | Yeovil Town (3) | Crown Ground, Accrington                                         |                                                                  |
|                              | Aldred 64'             | Reporte | Clarke 30'      | Asistencia: 1.440 espectadores Árbitro(s): Sebastian Stockbridge | Asistencia: 1.440 espectadores Árbitro(s): Sebastian Stockbridge |

| 6 de diciembre de 2014 15:00 | Milton Keynes Dons (3) | 0 - 1   | Chesterfield (3) | Stadium MK, Milton Keynes                               |                                                         |
|                              |                        | Reporte | Gnanduillet 53'  | Asistencia: 5.591 espectadores Árbitro(s): Keith Stroud | Asistencia: 5.591 espectadores Árbitro(s): Keith Stroud |

| 6 de diciembre de 2014 15:00 | Oldham Athletic (3) | 0 - 1   | Doncaster Rovers (3) | Boundary Park, Oldham                                  |                                                        |
|                              |                     | Reporte | Kusunga 86' (a.g.)   | Asistencia: 3.242 espectadores Árbitro(s): Lee Collins | Asistencia: 3.242 espectadores Árbitro(s): Lee Collins |

| 6 de diciembre de 2014 15:00 | Preston North End (3) | 1 - 0   | Shrewsbury Town (4) | Deepdale, Preston                                     |                                                       |
|                              | Huntington 19'        | Reporte |                     | Asistencia: 6.011 espectadores Árbitro(s): David Webb | Asistencia: 6.011 espectadores Árbitro(s): David Webb |

| 6 de diciembre de 2014 15:00 | Sheffield United (3)                       | 3 - 0   | Plymouth Argyle (4) | Bramall Lane, Sheffield                                |                                                        |
|                              | Baxter 55' (pen.) 62' (pen.) · McNulty 90' | Reporte |                     | Asistencia: 7.348 espectadores Árbitro(s): Gary Sutton | Asistencia: 7.348 espectadores Árbitro(s): Gary Sutton |

| 6 de diciembre de 2014 15:00 | Cambridge United (4)      | 2 - 2   | Mansfield Town (4)               | Abbey Stadium, Cambridge                               |                                                        |
|                              | Chadwick 10' · Appiah 90' | Reporte | Bingham 3' · Champion 81' (a.g.) | Asistencia: 3.869 espectadores Árbitro(s): Darren Bond | Asistencia: 3.869 espectadores Árbitro(s): Darren Bond |

| 6 de diciembre de 2014 17:30 | Wrexham (5)                       | 3 - 1   | Maidstone United (7) | Racecourse Ground, Wrexham                                 |                                                            |
|                              | Smith 19' · Bishop 57' (pen.) 87' | Reporte | Flisher 63'          | Asistencia: 3.093 espectadores Árbitro(s): Scott Mathieson | Asistencia: 3.093 espectadores Árbitro(s): Scott Mathieson |

| 7 de diciembre de 2014 12:00 | Gateshead (5)              | 2 - 0   | Warrington Town (8) | Gateshead International Stadium, Gateshead              |                                                         |
|                              | Pattison 8' · Wright 90+1' | Reporte |                     | Asistencia: 2.874 espectadores Árbitro(s): James Adcock | Asistencia: 2.874 espectadores Árbitro(s): James Adcock |

| 7 de diciembre de 2014 14:00 | Scunthorpe United (3) | 1 - 1   | Worcester City (6) | Glanford Park, Scunthorpe                                   |                                                             |
|                              | Madden 35'            | Reporte | Nti 46'            | Asistencia: 5.606 espectadores Árbitro(s): Graham Salisbury | Asistencia: 5.606 espectadores Árbitro(s): Graham Salisbury |

| 7 de diciembre de 2014 14:00 | Southport (5)          | 2 - 1   | Eastleigh (5) | Merseyrail Community Stadium, Southport                     |                                                             |
|                              | Brodie 45' · Evans 71' | Reporte | Constable 41' | Asistencia: 2.169 espectadores Árbitro(s): Geoff Eltringham | Asistencia: 2.169 espectadores Árbitro(s): Geoff Eltringham |

| 7 de diciembre de 2014 14:00 | Barnsley (3) | 0 - 0   | Chester (5) | Oakwell, Barnsley                                         |                                                           |
|                              |              | Reporte |             | Asistencia: 7.227 espectadores Árbitro(s): Darren Handley | Asistencia: 7.227 espectadores Árbitro(s): Darren Handley |

| 7 de diciembre de 2014 14:00 | Bradford City (3)                                | 4 - 1   | Dartford (5) | Coral Windows Stadium, Bradford                         |                                                         |
|                              | Clarke 10' · Stead 31' · Morais 58' · Yeates 59' | Reporte | Noble 64'    | Asistencia: 5.373 espectadores Árbitro(s): Andy Woolmer | Asistencia: 5.373 espectadores Árbitro(s): Andy Woolmer |

| 7 de diciembre de 2014 14:00 | Cheltenham Town (4) | 0 - 1   | Dover Athletic (5) | Whaddon Road, Cheltenham                                   |                                                            |
|                              |                     | Reporte | Essam 83'          | Asistencia: 3.552 espectadores Árbitro(s): Dean Whitestone | Asistencia: 3.552 espectadores Árbitro(s): Dean Whitestone |

| 7 de diciembre de 2014 14:00 | Bristol City (3) | 1 - 0   | Telford United (5) | Ashton Gate, Bristol                                      |                                                           |
|                              | Agard 90'        | Reporte |                    | Asistencia: 6.678 espectadores Árbitro(s): Jeremy Simpson | Asistencia: 6.678 espectadores Árbitro(s): Jeremy Simpson |

| 7 de diciembre de 2014 14:00 | Aldershot Town (5) | 0 - 0   | Rochdale (3) | Electrical Services Stadium, Aldershot                  |                                                         |
|                              |                    | Reporte |              | Asistencia: 3.143 espectadores Árbitro(s): Philip Gibbs | Asistencia: 3.143 espectadores Árbitro(s): Philip Gibbs |

| 7 de diciembre de 2014 14:00 | Wycombe Wanderers (4) | 0 - 1   | AFC Wimbledon (4) | Adams Park, High Wycombe                                        |                                                                 |
|                              |                       | Reporte | Rigg 56'          | Asistencia: 3.196 espectadores Árbitro(s): Christopher Kavanagh | Asistencia: 3.196 espectadores Árbitro(s): Christopher Kavanagh |

| 7 de diciembre de 2014 16:30 | Colchester United (3) | 1 - 0   | Peterborough United (3) | Colchester Community Stadium, Colchester                   |                                                            |
|                              | Moncur 90+1'          | Reporte |                         | Asistencia: 2.905 espectadores Árbitro(s): Tony Harrington | Asistencia: 2.905 espectadores Árbitro(s): Tony Harrington |

Replays
| 16 de diciembre de 2014 19:45 | Tranmere Rovers (4)     | 2 - 1   | Oxford United (4) | Prenton Park, Birkenhead                                |                                                         |
|                               | Odejayi 36' · Power 76' | Reporte | Potter 29'        | Asistencia: 3.296 espectadores Árbitro(s): Mick Russell | Asistencia: 3.296 espectadores Árbitro(s): Mick Russell |

| 16 de diciembre de 2014 19:45 | Luton Town (4) | 1 - 0   | Bury (4) | Kenilworth Road, Luton                                     |                                                            |
|                               | Rooney 48'     | Reporte |          | Asistencia: 2.923 espectadores Árbitro(s): Oliver Langford | Asistencia: 2.923 espectadores Árbitro(s): Oliver Langford |

| 16 de diciembre de 2014 19:45 | Yeovil Town (3)         | 2 - 0   | Accrington Stanley (4) | Huish Park, Yeovil                                         |                                                            |
|                               | Gillett 84' · Moore 88' | Reporte |                        | Asistencia: 6.373 espectadores Árbitro(s): James Linington | Asistencia: 6.373 espectadores Árbitro(s): James Linington |

| 2 de enero de 2015 19:45 | Milton Keynes Dons (3) | 0 - 1   | Chesterfield (3) | Stadium MK, Milton Keynes                                 |                                                           |
|                          |                        | Reporte | Roberts 43'      | Asistencia: 8.040 espectadores Árbitro(s): Stephen Martin | Asistencia: 8.040 espectadores Árbitro(s): Stephen Martin |

| 16 de diciembre de 2014 19:45 | Mansfield Town (4) | 0 - 1   | Cambridge United (4) | Field Mill, Mansfield                                   |                                                         |
|                               |                    | Reporte | Kaikai 10' (a.g.)    | Asistencia: 1.920 espectadores Árbitro(s): Carl Boyeson | Asistencia: 1.920 espectadores Árbitro(s): Carl Boyeson |

| 17 de diciembre de 2014 19:45 | Worcester City (6) | 1 - 1 (t. s.)(13 - 14 p.)  | Scunthorpe United (3) | Aggborough, Kidderminster                              |                                                        |
|                               | Geddes 69' | Reporte                    | Madden 45+2' | Asistencia: 4.339 espectadores Árbitro(s): Andy D'Urso | Asistencia: 4.339 espectadores Árbitro(s): Andy D'Urso |
|                               | | Tiros desde el punto penal | |                                                        |                                                        |
|                               | Geddes · Wright · Deeney · Weir · Thomas · Nti · Jackman · Williams · Dunkley · Hutchison · Vaughan · Geddes · Wright · Deeney · Weir · Thomas |                            | Madden · Williams · Hawkridge · Taylor · Llera · Adelakun · Sparrow · Bishop · Boyce · Davey · Slocombe · Madden · Williams · Hawkridge · Taylor · Llera |                                                        |                                                        |

| 16 de diciembre de 2014 19:45 | Chester (5) | 0 - 3   | Barnsley (3)                    | Deva Stadium, Chester                                 |                                                       |
|                               |             | Reporte | Hemmings 16' · Jennings 63' 88' | Asistencia: 3.534 espectadores Árbitro(s): Keith Hill | Asistencia: 3.534 espectadores Árbitro(s): Keith Hill |

| 16 de diciembre de 2014 19:45 | Rochdale (3)                    | 4 - 1   | Aldershot Town (5) | Spotland, Rochdale                                    |                                                       |
|                               | Done 31' 81' 88' · Vincenti 75' | Reporte | Fitchett 73'       | Asistencia: 2.077 espectadores Árbitro(s): Mark Brown | Asistencia: 2.077 espectadores Árbitro(s): Mark Brown |

## Tercera Ronda
Se clasificaron a la Tercera Ronda los 20 clasificados de la Segunda y los 44 clubes de la Premier League y la Football League Championship. El equipo de menor categoría fue Blyth Spartans, de la séptima división. 
| 2 de enero de 2015 19:45 | Cardiff City (2)                   | 3 - 1   | Colchester United (3) | Cardiff City Stadium, Cardiff                              |                                                            |
|                          | Ralls 34' · Harris 53' · Jones 60' | Reporte | Sears 74'             | Asistencia: 4.194 espectadores Árbitro(s): James Linington | Asistencia: 4.194 espectadores Árbitro(s): James Linington |

| 3 de enero de 2015 15:00 | Charlton Athletic (2) | 1 - 2   | Blackburn Rovers (2) | The Valley, Londres                                     |                                                         |
|                          | Guðmundsson 55'       | Reporte | Taylor 4' 59'        | Asistencia: 8.727 espectadores Árbitro(s): Keith Stroud | Asistencia: 8.727 espectadores Árbitro(s): Keith Stroud |

| 3 de enero de 2015 15:00 | Rochdale (3)        | 1 - 0   | Nottingham Forest (2) | Spotland, Rochdale                                     |                                                        |
|                          | Vincenti 12' (pen.) | Reporte |                       | Asistencia: 6.791 espectadores Árbitro(s): Gary Sutton | Asistencia: 6.791 espectadores Árbitro(s): Gary Sutton |

| 3 de enero de 2015 15:00 | West Bromwich Albion (1)                                             | 7 - 0   | Gateshead (5) | The Hawthorns, West Bromwich                              |                                                           |
|                          | Berahino 42' 46' 53' 90+2' · Anichebe 45' · Brunt 55' · Morrison 79' | Reporte |               | Asistencia: 16.593 espectadores Árbitro(s): Andrew Madley | Asistencia: 16.593 espectadores Árbitro(s): Andrew Madley |

| 3 de enero de 2015 15:00 | Blyth Spartans (7) | 2 - 3   | Birmingham City (2)        | Croft Park, Blyth                                     |                                                       |
|                          | Dale 35' 41'       | Reporte | Novak 52' · Thomas 55' 58' | Asistencia: 3.644 espectadores Árbitro(s): Mike Jones | Asistencia: 3.644 espectadores Árbitro(s): Mike Jones |

| 3 de enero de 2015 15:00 | Rotherham United (2) | 1 - 5   | Bournemouth (2)                                                 | New York Stadium, Rotherham                               |                                                           |
|                          | Brindley 10'         | Reporte | MacDonald 44' · Stanislas 58' · Fraser 63' · Kermorgant 67' 71' | Asistencia: 5.875 espectadores Árbitro(s): Neil Swarbrick | Asistencia: 5.875 espectadores Árbitro(s): Neil Swarbrick |

| 3 de enero de 2015 15:00 | Huddersfield Town (2) | 0 - 1   | Reading (2)  | John Smith's Stadium, Huddersfield                    |                                                       |
|                          |                       | Reporte | Blackman 69' | Asistencia: 7.980 espectadores Árbitro(s): Phil Gibbs | Asistencia: 7.980 espectadores Árbitro(s): Phil Gibbs |

| 3 de enero de 2015 15:00 | Tranmere Rovers (4)      | 2 - 6   | Swansea City (1)                                                      | Prenton Park, Birkenhead                                 |                                                          |
|                          | Power 70' · Stockton 82' | Reporte | Dyer 34' · Carroll 49' · Barrow 58' · Gomis 77' 90+4' · Routledge 85' | Asistencia: 10.007 espectadores Árbitro(s): Paul Tierney | Asistencia: 10.007 espectadores Árbitro(s): Paul Tierney |

| 3 de enero de 2015 15:00 | Bolton Wanderers (2) | 1 - 0   | Wigan Athletic (2) | Macron Stadium, Bolton                                |                                                       |
|                          | Clough 76'           | Reporte |                    | Asistencia: 16.788 espectadores Árbitro(s): Phil Dowd | Asistencia: 16.788 espectadores Árbitro(s): Phil Dowd |

| 3 de enero de 2015 15:00 | Millwall (2)                  | 3 - 3   | Bradford City (3)                | The Den, Londres                                      |                                                       |
|                          | McDonald 36' · Fuller 66' 83' | Reporte | Knott 6' 76' · Nelson 70' (a.g.) | Asistencia: 5.470 espectadores Árbitro(s): David Webb | Asistencia: 5.470 espectadores Árbitro(s): David Webb |

| 3 de enero de 2015 15:00 | Derby County (2)    | 1 - 0   | Southport (5) | iPro Stadium, Derby                                      |                                                          |
|                          | Martin 90+3' (pen.) | Reporte |               | Asistencia: 20.201 espectadores Árbitro(s): Graham Scott | Asistencia: 20.201 espectadores Árbitro(s): Graham Scott |

| 3 de enero de 2015 15:00 | Brentford (2) | 0 - 2   | Brighton & Hove Albion (2) | Griffin Park, Londres                                  |                                                        |
|                          |               | Reporte | Dunk 88' · O'Grady 90+3'   | Asistencia: 8.542 espectadores Árbitro(s): David Coote | Asistencia: 8.542 espectadores Árbitro(s): David Coote |

| 3 de enero de 2015 15:00 | Fulham (2) | 0 - 0   | Wolverhampton Wanderers (2) | Craven Cottage, Londres                                 |                                                         |
|                          |            | Reporte |                             | Asistencia: 11.879 espectadores Árbitro(s): Lee Probert | Asistencia: 11.879 espectadores Árbitro(s): Lee Probert |

| 3 de enero de 2015 15:00 | Leicester City (1) | 1 - 0   | Newcastle United (1) | King Power Stadium, Leicester                         |                                                       |
|                          | Ulloa 39'          | Reporte |                      | Asistencia: 23.212 espectadores Árbitro(s): Lee Mason | Asistencia: 23.212 espectadores Árbitro(s): Lee Mason |

| 3 de enero de 2015 15:00 | Cambridge United (4)        | 2 - 1   | Luton Town (4) | Abbey Stadium, Cambridge                                   |                                                            |
|                          | Simpson 27' · Donaldson 66' | Reporte | Harriman 74'   | Asistencia: 7.063 espectadores Árbitro(s): Tony Harrington | Asistencia: 7.063 espectadores Árbitro(s): Tony Harrington |

| 3 de enero de 2015 15:00 | Barnsley (3) | 0 - 2   | Middlesbrough (2)      | Oakwell, Barnsley                                          |                                                            |
|                          |              | Reporte | Vossen 48' · Ayala 84' | Asistencia: 9.473 espectadores Árbitro(s): Dean Whitestone | Asistencia: 9.473 espectadores Árbitro(s): Dean Whitestone |

| 3 de enero de 2015 15:00 | Preston North End (3) | 2 - 0   | Norwich City (2) | Deepdale, Preston                                         |                                                           |
|                          | Gallagher 71' 84'     | Reporte |                  | Asistencia: 9.807 espectadores Árbitro(s): Stuart Attwell | Asistencia: 9.807 espectadores Árbitro(s): Stuart Attwell |

| 3 de enero de 2015 15:00 | Doncaster Rovers (3) | 1 - 1   | Bristol City (3) | Keepmoat Stadium, Doncaster                             |                                                         |
|                          | McCullough 50'       | Reporte | Smith 75'        | Asistencia: 5.671 espectadores Árbitro(s): Scott Duncan | Asistencia: 5.671 espectadores Árbitro(s): Scott Duncan |

| 4 de enero de 2015 13:00 | Dover Athletic (5) | 0 - 4   | Crystal Palace (1)                   | Crabble Athletic Ground, River                            |                                                           |
|                          |                    | Reporte | Dann 10' 34' · Gayle 68' · Doyle 87' | Asistencia: 5.645 espectadores Árbitro(s): Andre Marriner | Asistencia: 5.645 espectadores Árbitro(s): Andre Marriner |

| 4 de enero de 2015 13:00 | Sunderland (1)  | 1 - 0   | Leeds United (2) | Stadium of Light, Sunderland                          |                                                       |
|                          | Van Aanholt 33' | Reporte |                  | Asistencia: 30.302 espectadores Árbitro(s): Mike Dean | Asistencia: 30.302 espectadores Árbitro(s): Mike Dean |

| 4 de enero de 2015 13:00 | Queens Park Rangers (1) | 0 - 3   | Sheffield United (3)                  | Loftus Road, Londres                                         |                                                              |
|                          |                         | Reporte | McNulty 36' · Campbell-Ryce 49' 90+4' | Asistencia: 12.972 espectadores Árbitro(s): Mark Clattenburg | Asistencia: 12.972 espectadores Árbitro(s): Mark Clattenburg |

| 4 de enero de 2015 15:00 | Aston Villa (1) | 1 - 0   | Blackpool (2) | Villa Park, Birmingham                                |                                                       |
|                          | Benteke 88'     | Reporte |               | Asistencia: 21.837 espectadores Árbitro(s): Chris Foy | Asistencia: 21.837 espectadores Árbitro(s): Chris Foy |

| 4 de enero de 2015 15:00 | Manchester City (1) | 2 - 1   | Sheffield Wednesday (2) | Etihad Stadium, Mánchester                                 |                                                            |
|                          | Milner 66' 90+1'    | Reporte | Nuhiu 14'               | Asistencia: 44.309 espectadores Árbitro(s): Michael Oliver | Asistencia: 44.309 espectadores Árbitro(s): Michael Oliver |

| 4 de enero de 2015 15:00 | Southampton (1)  | 1 - 1   | Ipswich Town (2) | St Mary's Stadium, Southampton                              |                                                             |
|                          | Schneiderlin 33' | Reporte | Ambrose 19'      | Asistencia: 31.201 espectadores Árbitro(s): Martin Atkinson | Asistencia: 31.201 espectadores Árbitro(s): Martin Atkinson |

| 4 de enero de 2015 15:00 | Stoke City (1)                     | 3 - 1   | Wrexham (5)    | Britannia Stadium, Stoke-on-Trent                        |                                                          |
|                          | Arnautović 80' · Ireland 88' 90+3' | Reporte | Carrington 73' | Asistencia: 19.423 espectadores Árbitro(s): Simon Hooper | Asistencia: 19.423 espectadores Árbitro(s): Simon Hooper |

| 4 de enero de 2015 15:30 | Yeovil Town (3) | 0 - 2   | Manchester United (1)      | Huish Park, Yeovil                                      |                                                         |
|                          |                 | Reporte | Herrera 64' · Di María 90' | Asistencia: 9.264 espectadores Árbitro(s): Craig Pawson | Asistencia: 9.264 espectadores Árbitro(s): Craig Pawson |

| 4 de enero de 2015 16:00 | Chelsea (1)                        | 3 - 0   | Watford (2) | Stamford Bridge, Londres                                 |                                                          |
|                          | Willian 58' · Rémy 70' · Zouma 72' | Reporte |             | Asistencia: 41.010 espectadores Árbitro(s): Kevin Friend | Asistencia: 41.010 espectadores Árbitro(s): Kevin Friend |

| 4 de enero de 2015 17:30 | Arsenal (1)                  | 2 - 0   | Hull City (1) | Emirates Stadium, Londres                                 |                                                           |
|                          | Mertesacker 20' · Alexis 82' | Reporte |               | Asistencia: 59.439 espectadores Árbitro(s): Robert Madley | Asistencia: 59.439 espectadores Árbitro(s): Robert Madley |

| 5 de enero de 2015 19:45 | Burnley (1) | 1 - 1   | Tottenham Hotspur (1) | Turf Moor, Burnley                                    |                                                       |
|                          | Vokes 73'   | Reporte | Chadli 56'            | Asistencia: 9.348 espectadores Árbitro(s): Roger East | Asistencia: 9.348 espectadores Árbitro(s): Roger East |

| 5 de enero de 2015 19:55 | AFC Wimbledon (4) | 1 - 2   | Liverpool (1)   | Kingsmeadow, Kingston upon Thames                        |                                                          |
|                          | Akinfenwa 36'     | Reporte | Gerrard 12' 62' | Asistencia: 4.784 espectadores Árbitro(s): Jonathan Moss | Asistencia: 4.784 espectadores Árbitro(s): Jonathan Moss |

| 6 de enero de 2015 19:45 | Everton (1)  | 1 - 1   | West Ham United (1) | Goodison Park, Liverpool                                   |                                                            |
|                          | Lukaku 90+1' | Reporte | Collins 56'         | Asistencia: 22.236 espectadores Árbitro(s): Anthony Taylor | Asistencia: 22.236 espectadores Árbitro(s): Anthony Taylor |

| 6 de enero de 2015 19:45 | Scunthorpe United (3)  | 2 - 2   | Chesterfield (3)              | Glanford Park, Scunthorpe                               |                                                         |
|                          | Davey 18' · Taylor 44' | Reporte | Doyle 71' (pen.) · O'Shea 85' | Asistencia: 4.307 espectadores Árbitro(s): Mark Haywood | Asistencia: 4.307 espectadores Árbitro(s): Mark Haywood |

Replays
| 14 de enero de 2015 19:45 | Bradford City (3)                                | 4 - 0   | Millwall (2) | Coral Windows Stadium, Bradford                          |                                                          |
|                           | Hanson 8' · Stead 17' · Halliday 39' · Knott 57' | Reporte |              | Asistencia: 11.859 espectadores Árbitro(s): James Adcock | Asistencia: 11.859 espectadores Árbitro(s): James Adcock |

| 13 de enero de 2015 19:45 | Wolverhampton Wanderers (2)         | 3 - 3 (t. s.)(3 - 5 p.)    | Fulham (2)                                             | Molineux Stadium, Wolverhampton                        |                                                        |
|                           | Edwards 71' 109' · Van La Parra 73' | Reporte                    | Woodrow 27' 76' · McCormack 120+2' (pen.)              | Asistencia: 8.148 espectadores Árbitro(s): David Coote | Asistencia: 8.148 espectadores Árbitro(s): David Coote |
|                           |                                     | Tiros desde el punto penal |                                                        |                                                        |                                                        |
|                           | Edwards · Doherty · Evans · Clarke  |                            | McCormack · Woodrow · Stafylidis · Roberts · Rodallega |                                                        |                                                        |

| 13 de enero de 2015 19:45 | Bristol City (3)        | 2 - 0   | Doncaster Rovers (3) | Ashton Gate Stadium, Bristol                           |                                                        |
|                           | Emmanuel-Thomas 36' 79' | Reporte |                      | Asistencia: 6.951 espectadores Árbitro(s): Darren Bond | Asistencia: 6.951 espectadores Árbitro(s): Darren Bond |

| 14 de enero de 2015 19:55 | Ipswich Town (2) | 0 - 1   | Southampton (1) | Portman Road, Ipswich                                    |                                                          |
|                           |                  | Reporte | Long 19'        | Asistencia: 27.933 espectadores Árbitro(s): Graham Scott | Asistencia: 27.933 espectadores Árbitro(s): Graham Scott |

| 14 de enero de 2015 20:00 | Tottenham Hotspur (1)                                  | 4 - 2   | Burnley (1)             | White Hart Lane, Londres                                 |                                                          |
|                           | Paulinho 10' · Capoue 45+2' · Chiricheș 49' · Rose 52' | Reporte | Sordell 3' · Wallace 8' | Asistencia: 24.367 espectadores Árbitro(s): Craig Pawson | Asistencia: 24.367 espectadores Árbitro(s): Craig Pawson |

| 13 de enero de 2015 19:45 | West Ham United (1)                                                                               | 2 - 2 (t. s.)(9 - 8 p.)    | Everton (1)                                                                                   | Boleyn Ground, Londres                                     |                                                            |
|                           | Valencia 51' · Cole 113'                                                                          | Reporte                    | Mirallas 82' · Lukaku 92'                                                                     | Asistencia: 25.301 espectadores Árbitro(s): Neil Swarbrick | Asistencia: 25.301 espectadores Árbitro(s): Neil Swarbrick |
|                           |                                                                                                   | Tiros desde el punto penal |                                                                                               |                                                            |                                                            |
|                           | Noble · Nolan · Carroll · Cresswell · Downing · Cole · Valencia · Amalfitano · Jenkinson · Adrián |                            | Mirallas · Naismith · Lukaku · Baines · Oviedo · Barry · Stones · Jagielka · Coleman · Robles |                                                            |                                                            |

| 13 de enero de 2015 19:45 | Chesterfield (3) | 2 - 0 (t. s.) | Scunthorpe United (3) | Proact Stadium, Chesterfield                          |                                                       |
|                           | Clucas 105' 116' | Reporte       |                       | Asistencia: 6.815 espectadores Árbitro(s): Keith Hill | Asistencia: 6.815 espectadores Árbitro(s): Keith Hill |

## Cuarta Ronda
Se clasificaron a la Cuarta Ronda los 32 clasificados de la Tercera. El equipo de menor categoría fue Cambridge United, de la Football League Two (cuarta división). 
| 23 de enero de 2015 19:55 | Cambridge United (4) | 0 - 0   | Manchester United (1) | Abbey Stadium, Cambridge                             |                                                      |
|                           |                      | Reporte |                       | Asistencia: 7.987 espectadores Árbitro(s): Chris Foy | Asistencia: 7.987 espectadores Árbitro(s): Chris Foy |

| 24 de enero de 2015 12:45 | Blackburn Rovers (2)                  | 3 - 1   | Swansea City (1) | Ewood Park, Blackburn                                   |                                                         |
|                           | Taylor 23' · Gestede 78' · Conway 89' | Reporte | Sigurðsson 21'   | Asistencia: 5.928 espectadores Árbitro(s): Craig Pawson | Asistencia: 5.928 espectadores Árbitro(s): Craig Pawson |

| 24 de enero de 2015 15:00 | Southampton (1)            | 2 - 3   | Crystal Palace (1)           | St Mary's Stadium, Southampton                            |                                                           |
|                           | Pellè 9' · Dann 16' (a.g.) | Reporte | Chamakh 11' 39' · Sanogo 21' | Asistencia: 31.320 espectadores Árbitro(s): Jonathan Moss | Asistencia: 31.320 espectadores Árbitro(s): Jonathan Moss |

| 24 de enero de 2015 15:00 | Chelsea (1)              | 2 - 4   | Bradford City (3)                                    | Stamford Bridge, Londres                                   |                                                            |
|                           | Cahill 21' · Ramires 38' | Reporte | Stead 41' · Morais 75' · Halliday 82' · Yeates 90+4' | Asistencia: 41.014 espectadores Árbitro(s): Andre Marriner | Asistencia: 41.014 espectadores Árbitro(s): Andre Marriner |

| 24 de enero de 2015 15:00 | Derby County (2)      | 2 - 0   | Chesterfield (3) | iPro Stadium, Derby                                    |                                                        |
|                           | Bent 20' · Hughes 82' | Reporte |                  | Asistencia: 28.392 espectadores Árbitro(s): David Webb | Asistencia: 28.392 espectadores Árbitro(s): David Webb |

| 24 de enero de 2015 15:00 | Preston North End (3) | 1 - 1   | Sheffield United (3) | Deepdale, Preston                                        |                                                          |
|                           | Gallagher 19'         | Reporte | De Girolamo 68'      | Asistencia: 10.770 espectadores Árbitro(s): Keith Stroud | Asistencia: 10.770 espectadores Árbitro(s): Keith Stroud |

| 24 de enero de 2015 15:00 | Birmingham City (2) | 1 - 2   | West Bromwich Albion (1) | St Andrew's Stadium, Birmingham                              |                                                              |
|                           | Grounds 45+1'       | Reporte | Anichebe 25' 35'         | Asistencia: 28.438 espectadores Árbitro(s): Mark Clattenburg | Asistencia: 28.438 espectadores Árbitro(s): Mark Clattenburg |

| 24 de enero de 2015 15:00 | Cardiff City (2) | 1 - 2   | Reading (2)                   | Cardiff City Stadium, Cardiff                           |                                                         |
|                           | Jones 25'        | Reporte | Norwood 64' · Robson-Kanu 88' | Asistencia: 11.750 espectadores Árbitro(s): Lee Probert | Asistencia: 11.750 espectadores Árbitro(s): Lee Probert |

| 24 de enero de 2015 15:00 | Tottenham Hotspur (1) | 1 - 2   | Leicester City (1)        | White Hart Lane, Londres                                  |                                                           |
|                           | Townsend 19' (pen.)   | Reporte | Ulloa 83' · Schlupp 90+2' | Asistencia: 35.548 espectadores Árbitro(s): Robert Madley | Asistencia: 35.548 espectadores Árbitro(s): Robert Madley |

| 24 de enero de 2015 15:00 | Sunderland (1) | 0 - 0   | Fulham (2) | Stadium of Light, Sunderland                               |                                                            |
|                           |                | Reporte |            | Asistencia: 22.961 espectadores Árbitro(s): Anthony Taylor | Asistencia: 22.961 espectadores Árbitro(s): Anthony Taylor |

| 24 de enero de 2015 15:00 | Manchester City (1) | 0 - 2   | Middlesbrough (2)        | Etihad Stadium, Mánchester                            |                                                       |
|                           |                     | Reporte | Bamford 53' · Kike 90+3' | Asistencia: 44.836 espectadores Árbitro(s): Phil Dowd | Asistencia: 44.836 espectadores Árbitro(s): Phil Dowd |

| 24 de enero de 2015 17:30 | Liverpool (1) | 0 - 0   | Bolton Wanderers (2) | Anfield Road, Liverpool                                  |                                                          |
|                           |               | Reporte |                      | Asistencia: 43.847 espectadores Árbitro(s): Kevin Friend | Asistencia: 43.847 espectadores Árbitro(s): Kevin Friend |

| 25 de enero de 2015 14:00 | Bristol City (3) | 0 - 1   | West Ham United (1) | Ashton Gate, Bristol                                  |                                                       |
|                           |                  | Reporte | Sakho 81'           | Asistencia: 12.682 espectadores Árbitro(s): Lee Mason | Asistencia: 12.682 espectadores Árbitro(s): Lee Mason |

| 25 de enero de 2015 15:00 | Aston Villa (1)       | 2 - 1   | Bournemouth (2) | Villa Park, Birmingham                                |                                                       |
|                           | Gil 51' · Weimann 71' | Reporte | Wilson 90+3'    | Asistencia: 27.415 espectadores Árbitro(s): Mike Dean | Asistencia: 27.415 espectadores Árbitro(s): Mike Dean |

| 25 de enero de 2015 16:00 | Brighton & Hove Albion (2) | 2 - 3   | Arsenal (1)                         | Falmer Stadium, Brighton                                   |                                                            |
|                           | O'Grady 50' · Baldock 75'  | Reporte | Walcott 2' · Özil 24' · Rosický 59' | Asistencia: 30.278 espectadores Árbitro(s): Michael Oliver | Asistencia: 30.278 espectadores Árbitro(s): Michael Oliver |

| 26 de enero de 2015 20:00 | Rochdale (3) | 1 - 4   | Stoke City (1)                                     | Spotland Stadium, Rochdale                                 |                                                            |
|                           | Bennett 78'  | Reporte | Krkić 4' · Ireland 52' · Moses 61' · Walters 90+3' | Asistencia: 7.443 espectadores Árbitro(s): Martin Atkinson | Asistencia: 7.443 espectadores Árbitro(s): Martin Atkinson |

Replays
| 3 de febrero de 2015 19:45 | Manchester United (1)            | 3 - 0   | Cambridge United (4) | Old Trafford, Mánchester                                  |                                                           |
|                            | Mata 25' · Rojo 32' · Wilson 73' | Reporte |                      | Asistencia: 74.511 espectadores Árbitro(s): Jonathan Moss | Asistencia: 74.511 espectadores Árbitro(s): Jonathan Moss |

| 3 de febrero de 2015 19:45 | Sheffield United (3) | 1 - 3   | Preston North End (3)                     | Bramall Lane, Sheffield                                 |                                                         |
|                            | Murphy 38'           | Reporte | Gallagher 63' 73' (pen.) · Huntington 69' | Asistencia: 13.161 espectadores Árbitro(s): Lee Probert | Asistencia: 13.161 espectadores Árbitro(s): Lee Probert |

| 3 de febrero de 2015 19:45 | Fulham (2)    | 1 - 3   | Sunderland (1)                                           | Craven Cottage, Londres                                  |                                                          |
|                            | Rodallega 28' | Reporte | Bettinelli 61' (a.g.) · Álvarez 75' · Gómez 90+3' (pen.) | Asistencia: 14.777 espectadores Árbitro(s): Paul Tierney | Asistencia: 14.777 espectadores Árbitro(s): Paul Tierney |

| 4 de febrero de 2015 19:45 | Bolton Wanderers (2)  | 1 - 2   | Liverpool (1)               | Macron Stadium, Bolton                                 |                                                        |
|                            | Guðjohnsen 59' (pen.) | Reporte | Sterling 86' · Coutinho 90' | Asistencia: 22.171 espectadores Árbitro(s): Roger East | Asistencia: 22.171 espectadores Árbitro(s): Roger East |

## Cuadro
|  | Octavos de final   | Octavos de final   | Octavos de final   |                   |   | Cuartos de final        | Cuartos de final        | Cuartos de final        |  |  | Semifinales               | Semifinales               | Semifinales               |  |  | Final                       | Final                       | Final                       |
|  | 14 a 16 de febrero | 14 a 16 de febrero | 14 a 16 de febrero |                   |   | 7 de marzo a 9 de marzo | 7 de marzo a 9 de marzo | 7 de marzo a 9 de marzo |  |  | 18 de abril a 19 de abril | 18 de abril a 19 de abril | 18 de abril a 19 de abril |  |  | Estadio de Wembley, Londres | Estadio de Wembley, Londres | Estadio de Wembley, Londres |
|  |                    |                    |                    |                   |   |                         |                         |                         |  |  |                           |                           |                           |  |  |                             |                             |                             |
|  |                    |                    |                    |                   |   |                         |                         |                         |  |  |                           |                           |                           |  |  |                             |                             |                             |
|  |                    |                    |                    |                   |   |                         |                         |                         |  |  |                           |                           |                           |  |  |                             |                             |                             |
|  | Bradford City      | 2                  | -                  |                   |   |                         |                         |                         |  |  |                           |                           |                           |  |  |                             |                             |                             |
|  | Bradford City      | 2                  | -                  |                   |   |                         |                         |                         |  |  |                           |                           |                           |  |  |                             |                             |                             |
|  | Sunderland         | 0                  | -                  |                   |   |                         |                         |                         |  |  |                           |                           |                           |  |  |                             |                             |                             |
|  | Sunderland         | 0                  | -                  | Bradford City     | 0 | 0                       |                         |                         |  |  |                           |                           |                           |  |  |                             |                             |                             |
|  |                    |                    |                    |                   | 0 | 0                       |                         |                         |  |  |                           |                           |                           |  |  |                             |                             |                             |
|  |                    | Reading            | 0                  | 3                 |   |                         |                         |                         |  |  |                           |                           |                           |  |  |                             |                             |                             |
|  | Derby County       | Reading            | 0                  | 3                 | 1 | -                       |                         |                         |  |  |                           |                           |                           |  |  |                             |                             |                             |
|  | Derby County       |                    |                    |                   | 1 | -                       |                         |                         |  |  |                           |                           |                           |  |  |                             |                             |                             |
|  | Reading            | 2                  | -                  |                   |   |                         |                         |                         |  |  |                           |                           |                           |  |  |                             |                             |                             |
|  | Reading            | 2                  | -                  | Reading           | 1 | -                       |                         |                         |  |  |                           |                           |                           |  |  |                             |                             |                             |
|  |                    |                    |                    |                   | 1 | -                       |                         |                         |  |  |                           |                           |                           |  |  |                             |                             |                             |
|  |                    | Arsenal            | 2                  | -                 |   |                         |                         |                         |  |  |                           |                           |                           |  |  |                             |                             |                             |
|  | Preston North End  | Arsenal            | 2                  | -                 | 1 | -                       |                         |                         |  |  |                           |                           |                           |  |  |                             |                             |                             |
|  | Preston North End  |                    |                    |                   | 1 | -                       |                         |                         |  |  |                           |                           |                           |  |  |                             |                             |                             |
|  | Manchester United  | 3                  | -                  |                   |   |                         |                         |                         |  |  |                           |                           |                           |  |  |                             |                             |                             |
|  | Manchester United  | 3                  | -                  | Manchester United | 1 | -                       |                         |                         |  |  |                           |                           |                           |  |  |                             |                             |                             |
|  |                    |                    |                    |                   | 1 | -                       |                         |                         |  |  |                           |                           |                           |  |  |                             |                             |                             |
|  |                    | Arsenal            | 2                  | -                 |   |                         |                         |                         |  |  |                           |                           |                           |  |  |                             |                             |                             |
|  | Arsenal            | Arsenal            | 2                  | -                 | 2 | -                       |                         |                         |  |  |                           |                           |                           |  |  |                             |                             |                             |
|  | Arsenal            |                    |                    |                   | 2 | -                       |                         |                         |  |  |                           |                           |                           |  |  |                             |                             |                             |
|  | Middlesbrough      | 0                  | -                  |                   |   |                         |                         |                         |  |  |                           |                           |                           |  |  |                             |                             |                             |
|  | Middlesbrough      | 0                  | -                  | Arsenal           | 4 |                         |                         |                         |  |  |                           |                           |                           |  |  |                             |                             |                             |
|  |                    |                    |                    |                   | 4 |                         |                         |                         |  |  |                           |                           |                           |  |  |                             |                             |                             |
|  |                    | Aston Villa        | 0                  |                   |   |                         |                         |                         |  |  |                           |                           |                           |  |  |                             |                             |                             |
|  | Aston Villa        | Aston Villa        | 0                  | 2                 | - |                         |                         |                         |  |  |                           |                           |                           |  |  |                             |                             |                             |
|  | Aston Villa        |                    |                    |                   | - |                         |                         |                         |  |  |                           |                           |                           |  |  |                             |                             |                             |
|  | Leicester City     | 1                  | -                  |                   |   |                         |                         |                         |  |  |                           |                           |                           |  |  |                             |                             |                             |
|  | Leicester City     | 1                  | -                  | Aston Villa       | 2 | -                       |                         |                         |  |  |                           |                           |                           |  |  |                             |                             |                             |
|  |                    |                    |                    |                   | 2 | -                       |                         |                         |  |  |                           |                           |                           |  |  |                             |                             |                             |
|  |                    | West Bromwich A.   | 0                  | -                 |   |                         |                         |                         |  |  |                           |                           |                           |  |  |                             |                             |                             |
|  | West Bromwich A.   | West Bromwich A.   | 0                  | -                 | 4 | -                       |                         |                         |  |  |                           |                           |                           |  |  |                             |                             |                             |
|  | West Bromwich A.   |                    |                    |                   | 4 | -                       |                         |                         |  |  |                           |                           |                           |  |  |                             |                             |                             |
|  | West Ham United    | 0                  | -                  |                   |   |                         |                         |                         |  |  |                           |                           |                           |  |  |                             |                             |                             |
|  | West Ham United    | 0                  | -                  | Aston Villa       | 2 | -                       |                         |                         |  |  |                           |                           |                           |  |  |                             |                             |                             |
|  |                    |                    |                    |                   | 2 | -                       |                         |                         |  |  |                           |                           |                           |  |  |                             |                             |                             |
|  |                    | Liverpool          | 1                  | -                 |   |                         |                         |                         |  |  |                           |                           |                           |  |  |                             |                             |                             |
|  | Crystal Palace     | Liverpool          | 1                  | -                 | 1 | -                       |                         |                         |  |  |                           |                           |                           |  |  |                             |                             |                             |
|  | Crystal Palace     |                    |                    |                   | 1 | -                       |                         |                         |  |  |                           |                           |                           |  |  |                             |                             |                             |
|  | Liverpool          | 2                  | -                  |                   |   |                         |                         |                         |  |  |                           |                           |                           |  |  |                             |                             |                             |
|  | Liverpool          | 2                  | -                  | Liverpool         | 0 | 1                       |                         |                         |  |  |                           |                           |                           |  |  |                             |                             |                             |
|  |                    |                    |                    |                   | 0 | 1                       |                         |                         |  |  |                           |                           |                           |  |  |                             |                             |                             |
|  |                    | Blackburn Rovers   | 0                  | 0                 |   |                         |                         |                         |  |  |                           |                           |                           |  |  |                             |                             |                             |
|  | Blackburn Rovers   | Blackburn Rovers   | 0                  | 0                 | 4 | -                       |                         |                         |  |  |                           |                           |                           |  |  |                             |                             |                             |
|  | Blackburn Rovers   |                    |                    |                   | 4 | -                       |                         |                         |  |  |                           |                           |                           |  |  |                             |                             |                             |
|  | Stoke City         | 1                  | -                  |                   |   |                         |                         |                         |  |  |                           |                           |                           |  |  |                             |                             |                             |

- Nota: En cada llave, el equipo ubicado en la primera línea es el que ejerce la localía en el primer partido.

## Quinta ronda
El sorteo se realizó el 26 de enero de 2015. Bradford City y Preston North End de la Football League One (tercera división) son los equipos de menor división que llegaron a esta instancia.
| 14 de febrero 12:45 | West Bromwich Albion (1a)                   | 4 - 0   | West Ham United (1a) | The Hawthorns, West Bromwich                                |                                                             |
|                     | Ideye 20' 57' · Morrison 42' · Berahino 72' | Reporte |                      | Asistencia: 19.959 espectadores Árbitro(s): Martin Atkinson | Asistencia: 19.959 espectadores Árbitro(s): Martin Atkinson |

| 14 de febrero 15:00 | Blackburn Rovers (2a)                   | 4 - 1   | Stoke City (1a) | Ewood Park, Blackburn                                      |                                                            |
|                     | King 36' 50' 55' · Gestede 45+7' (pen.) | Reporte | Crouch 10'      | Asistencia: 13.934 espectadores Árbitro(s): Anthony Taylor | Asistencia: 13.934 espectadores Árbitro(s): Anthony Taylor |

| 14 de febrero 15:00 | Derby County (2a) | 1 - 2   | Reading (2a)                 | iPro Stadium, Derby                                      |                                                          |
|                     | Bent 61'          | Reporte | Robson-Kanu 53' · Yakubu 82' | Asistencia: 21.337 espectadores Árbitro(s): Craig Pawson | Asistencia: 21.337 espectadores Árbitro(s): Craig Pawson |

| 14 de febrero 17:30 | Crystal Palace (1a) | 1 - 2   | Liverpool (1a)              | Selhurst Park, Londres                                    |                                                           |
|                     | Campbell 15'        | Reporte | Sturridge 49' · Lallana 58' | Asistencia: 20.391 espectadores Árbitro(s): Robert Madley | Asistencia: 20.391 espectadores Árbitro(s): Robert Madley |

| 15 de febrero 12:30 | Aston Villa (1a)          | 2 - 1   | Leicester City (1a) | Villa Park, Birmingham                                       |                                                              |
|                     | Bacuna 68' · Sinclair 89' | Reporte | Kramarić 90+1'      | Asistencia: 28.098 espectadores Árbitro(s): Mark Clattenburg | Asistencia: 28.098 espectadores Árbitro(s): Mark Clattenburg |

| 15 de febrero 14:30 | Bradford City (3a)           | 2 - 0   | Sunderland (1a) | Coral Windows Stadium, Bradford                          |                                                          |
|                     | O'Shea 3' (a.g.) · Stead 61' | Reporte |                 | Asistencia: 24.021 espectadores Árbitro(s): Kevin Friend | Asistencia: 24.021 espectadores Árbitro(s): Kevin Friend |

| 15 de febrero 16:00 | Arsenal (1a)   | 2 - 0   | Middlesbrough (2a) | Emirates Stadium, Londres                             |                                                       |
|                     | Giroud 27' 29' | Reporte |                    | Asistencia: 59.823 espectadores Árbitro(s): Mike Dean | Asistencia: 59.823 espectadores Árbitro(s): Mike Dean |

| 16 de febrero 19:45 | Preston North End (3a) | 1 - 3   | Manchester United (1a)                         | Deepdale, Preston                                     |                                                       |
|                     | Laird 47'              | Reporte | Herrera 65' · Fellaini 72' · Rooney 88' (pen.) | Asistencia: 21.348 espectadores Árbitro(s): Phil Dowd | Asistencia: 21.348 espectadores Árbitro(s): Phil Dowd |

## Cuartos de final
El sorteo se realizó el 16 de febrero de 2015. Bradford City de la Football League One (tercera división) es el equipo de menor categoría que llegó a esta instancia.
| 7 de marzo 12:45 | Bradford City (3a) | 0 - 0   | Reading (2a) | Coral Windows Stadium, Bradford                            |                                                            |
|                  |                    | Reporte |              | Asistencia: 24.321 espectadores Árbitro(s): Neil Swarbrick | Asistencia: 24.321 espectadores Árbitro(s): Neil Swarbrick |

| 7 de marzo 17:30 | Aston Villa (1a)         | 2 - 0   | West Bromwich Albion (1a) | Villa Park, Birmingham                                     |                                                            |
|                  | Delph 51' · Sinclair 85' | Reporte |                           | Asistencia: 39.592 espectadores Árbitro(s): Anthony Taylor | Asistencia: 39.592 espectadores Árbitro(s): Anthony Taylor |

| 8 de marzo 16:00 | Liverpool (1a) | 0 - 0   | Blackburn Rovers (2a) | Anfield Road, Liverpool                                    |                                                            |
|                  |                | Reporte |                       | Asistencia: 43.820 espectadores Árbitro(s): Andre Marriner | Asistencia: 43.820 espectadores Árbitro(s): Andre Marriner |

| 9 de marzo 19:45 | Manchester United (1a) | 1 - 2   | Arsenal (1a)              | Old Trafford, Mánchester                                   |                                                            |
|                  | Rooney 29'             | Reporte | Monreal 25' · Welbeck 61' | Asistencia: 74.285 espectadores Árbitro(s): Michael Oliver | Asistencia: 74.285 espectadores Árbitro(s): Michael Oliver |

Replays
| 16 de marzo 20:00 | Reading (2a)                              | 3 - 0   | Bradford City (3a) | Madejski Stadium, Reading                                 |                                                           |
|                   | Robson-Kanu 6' · McCleary 9' · Mackie 68' | Reporte |                    | Asistencia: 22.908 espectadores Árbitro(s): Michael Jones | Asistencia: 22.908 espectadores Árbitro(s): Michael Jones |

| 8 de abril 19:45 | Blackburn Rovers (2a) | 0 - 1   | Liverpool (1a) | Ewood Park, Blackburn                                    |                                                          |
|                  |                       | Reporte | Coutinho 70'   | Asistencia: 28.415 espectadores Árbitro(s): Kevin Friend | Asistencia: 28.415 espectadores Árbitro(s): Kevin Friend |

## Semifinales
El sorteo se realizó el 9 de marzo de 2015. Reading de la Football League Championship (segunda división) es el equipo de menor categoría que llegó a esta instancia.
| 18 de abril 17:20 | Reading (2a) | 1 - 2   | Arsenal (1a)    | Wembley Stadium, Londres                                    |                                                             |
|                   | McCleary 54' | Reporte | Alexis 39' 105' | Asistencia: 84.081 espectadores Árbitro(s): Martin Atkinson | Asistencia: 84.081 espectadores Árbitro(s): Martin Atkinson |

| 19 de abril 15:00 | Aston Villa (1a)        | 2 - 1   | Liverpool (1a) | Wembley Stadium, Londres                                   |                                                            |
|                   | Benteke 36' · Delph 54' | Reporte | Coutinho 30'   | Asistencia: 85.416 espectadores Árbitro(s): Michael Oliver | Asistencia: 85.416 espectadores Árbitro(s): Michael Oliver |

## Final
En caso de que Arsenal ganara la FA Cup, el puesto para la Europa League se pasará al 7° puesto de la Liga, ya que el Arsenal está clasificado a la UEFA Champions League, si gana Aston Villa, clasificará directamente a la Europa League.
| 30 de mayo 17:30 | Arsenal (1a)                                                                     | 4 - 0   | Aston Villa (1a) | Wembley Stadium, Londres                                  |                                                           |
|                  | T. Walcott 40' · Alexis Sánchez 50' · Per Mertesacker 62' · Olivier Giroud 90+3' | Reporte |                  | Asistencia: 89.283 espectadores Árbitro(s): Jonathan Moss | Asistencia: 89.283 espectadores Árbitro(s): Jonathan Moss |

### Ficha del partido
| 1          | POR        | Wojciech Szczęsny |     |
| 39         | DEF        | Héctor Bellerín   |     |
| 4          | DEF        | Per Mertesacker   |     |
| 6          | DEF        | Laurent Koscielny |     |
| 18         | DEF        | Nacho Monreal     |     |
| 34         | MED        | Francis Coquelin  |     |
| 19         | MED        | Santi Cazorla     |     |
| 16         | MED        | Aaron Ramsey      |     |
| 11         | MED        | Mesut Özil        | 77' |
| 17         | DEL        | Alexis Sánchez    | 90' |
| 14         | DEL        | Theo Walcott      | 77' |
| Entrenador | Entrenador | Arsène Wenger     |     |

| 31         | POR        | Shay Given        |     |
| 21         | DEF        | Alan Hutton       |     |
| 5          | DEF        | Jores Okore       |     |
| 4          | DEF        | Ron Vlaar         |     |
| 18         | DEF        | Kieran Richardson | 68' |
| 8          | MED        | Tom Cleverley     |     |
| 15         | MED        | Ashley Westwood   | 71' |
| 16         | MED        | Fabian Delph      |     |
| 28         | DEL        | Charles N'Zogbia  | 53' |
| 40         | DEL        | Jack Grealish     |     |
| 20         | DEL        | Christian Benteke |     |
| Entrenador | Entrenador | Tim Sherwood      |     |

| 10 | MED | Jack Wilshere           | 77' |
| 12 | DEL | Olivier Giroud          | 77' |
| 15 | DEL | Alex Oxlade-Chamberlain | 90' |

| 11 | DEL | Gabriel Agbonlahor | 53' |
| 7  | MED | Leandro Bacuna     | 68' |
| 24 | MED | Carlos Sánchez     | 71' |

| Anotado | 40'   | Theo Walcott    | 1-0 |
| Anotado | 50'   | Alexis Sánchez  | 2-0 |
| Anotado | 62'   | Per Mertesacker | 3-0 |
| Anotado | 90+3' | Olivier Giroud  | 4-0 |

|  |

|  |

| Amonestado | 14' | Tom Cleverley      |
| Amonestado | 33' | Alan Hutton        |
| Amonestado | 37' | Fabian Delph       |
| Amonestado | 52' | Ashley Westwood    |
| Amonestado | 83' | Gabriel Agbonlahor |

|  |

|  |

| Árbitro             | Jonathan Moss  |
| Árbitros asistentes | Darren England |
| Árbitros asistentes | Simon Bennett  |
| Cuarto Árbitro      | Craig Pawson   |

| 1          | POR        | Wojciech Szczęsny |     |
| 39         | DEF        | Héctor Bellerín   |     |
| 4          | DEF        | Per Mertesacker   |     |
| 6          | DEF        | Laurent Koscielny |     |
| 18         | DEF        | Nacho Monreal     |     |
| 34         | MED        | Francis Coquelin  |     |
| 19         | MED        | Santi Cazorla     |     |
| 16         | MED        | Aaron Ramsey      |     |
| 11         | MED        | Mesut Özil        | 77' |
| 17         | DEL        | Alexis Sánchez    | 90' |
| 14         | DEL        | Theo Walcott      | 77' |
| Entrenador | Entrenador | Arsène Wenger     |     |

| 31         | POR        | Shay Given        |     |
| 21         | DEF        | Alan Hutton       |     |
| 5          | DEF        | Jores Okore       |     |
| 4          | DEF        | Ron Vlaar         |     |
| 18         | DEF        | Kieran Richardson | 68' |
| 8          | MED        | Tom Cleverley     |     |
| 15         | MED        | Ashley Westwood   | 71' |
| 16         | MED        | Fabian Delph      |     |
| 28         | DEL        | Charles N'Zogbia  | 53' |
| 40         | DEL        | Jack Grealish     |     |
| 20         | DEL        | Christian Benteke |     |
| Entrenador | Entrenador | Tim Sherwood      |     |

| 10 | MED | Jack Wilshere           | 77' |
| 12 | DEL | Olivier Giroud          | 77' |
| 15 | DEL | Alex Oxlade-Chamberlain | 90' |

| 11 | DEL | Gabriel Agbonlahor | 53' |
| 7  | MED | Leandro Bacuna     | 68' |
| 24 | MED | Carlos Sánchez     | 71' |

| Anotado | 40'   | Theo Walcott    | 1-0 |
| Anotado | 50'   | Alexis Sánchez  | 2-0 |
| Anotado | 62'   | Per Mertesacker | 3-0 |
| Anotado | 90+3' | Olivier Giroud  | 4-0 |

|  |

|  |

| Amonestado | 14' | Tom Cleverley      |
| Amonestado | 33' | Alan Hutton        |
| Amonestado | 37' | Fabian Delph       |
| Amonestado | 52' | Ashley Westwood    |
| Amonestado | 83' | Gabriel Agbonlahor |

|  |

|  |

| Árbitro             | Jonathan Moss  |
| Árbitros asistentes | Darren England |
| Árbitros asistentes | Simon Bennett  |
| Cuarto Árbitro      | Craig Pawson   |

|                       |
| Bandera de Inglaterra |
| Campeón               |
| Arsenal F. C.         |
| 12º título            |